# Carmen Sandiego
Carmen Sandiego is een personage uit een educatieve mediafranchise die oorspronkelijk eigendom was van het softwarebedrijf Brøderbund Software, Inc.. Het personage komt voor in computerspellen, televisieprogramma's en boeken. Op enkele uitzonderingen na, is de franchise gericht op kinderen of jonge tieners. Oorspronkelijk was de "Carmen Sandiego"-reeks bestemd voor de Noord-Amerikaanse markt, maar na verloop van tijd zijn de producten vertaald naar diverse talen. Zo werden van de computerspellen Nederlandstalige versies ontwikkeld en verspreid door TLC Domus.

## Het personage
Carmen Sandiego was ooit lid van V.I.L.E. (Villains' International League of Evil, vrij vertaald: het internationale team van kwaadaardige schurken) 
Na haar opleidingsperiode bij V.I.L.E. kiest ze ervoor om deze bende te verlaten en juist te stelen van schurken om te doneren aan goede doelen.
Het "ACME Detective Agency" (Het ACME Detective Bureau) tracht de V.I.L.E. leden, en ook Carmen Sandiego, op te sporen en te arresteren. Alle medewerkers van V.I.L.E. en Carmen zijn telkens de antagonisten.

### Kledij
Carmen Sandiego draagt meestal een lange rode jas met bijhorende hoed. Om de hoed zit een band waarvan de kleur meestal overeenkomt met haar handschoenen. Meestal draagt ze een zwarte trui en bijhorende broek of panty's. Aan haar voeten heeft ze rode hakschoenen.

## ACME Detective Bureau
De juiste achtergrond van dit detectivebureau wordt nooit kenbaar gemaakt, maar ze verdiepen zich in ieder geval in het opsporen en arresteren van internationaal gezochte misdadigers. ACME geeft opleidingen en werft detectiven, spionnen en dergelijke aan.  Hoewel nergens expliciet vermeld, is hun hoofdkantoor meer dan waarschijnlijk in San Francisco omdat daar alle onderzoeken naar V.I.L.E. starten. Daarnaast is het duidelijk dat het bedrijf wereldwijd kantoren heeft. Ook werken ze samen met Interpol omdat deze steeds een telex stuurt wanneer de tijd verstreken is of wanneer de bandiet werd opgepakt.
In de franchise is ACME de protagonist: zij trachten de V.I.L.E.-bende op te doeken en Carmen Sandiego te vinden.

## Andere personages
Het spel bevat een waslijst aan personages. Opmerkelijk is wel dat veel personages gebaseerd zijn op een soort van alliteratie of verwijzen naar hun eigenschappen, zoals
| Naam           | Engelstalige betekenis | Nederlandse vertaling |
| -------------- | ---------------------- | --------------------- |
| Dee Plomassy   | diplomacy              | diplomatie            |
| Shadow Hawkins | Shadow hawk            | schaduw van een havik |
| Ivan Idea      | I have an idea         | Ik heb een idee       |
| Polly Tix      | politics               | politiek              |
| Renee Santz    | renaissance            | renaissance           |
| Justin Case    | Just in case           | In geval dat          |
| Ann Arky       | anarchy                | anarchie              |
| ...            | ...                    | ...                   |

## Computerspellen
Er zijn in totaal 18 spellen over Carmen Sandiego, hoewel in dit aantal enkele deluxe versies en een aantal remakes zitten. In totaal zijn er effectief 12 verschillende titels. De vragen in remakes kregen een update omdat deze achterhaald waren.

### Lijst van spellen
- Where in the World Is Carmen Sandiego? (1985)
- Where in the U.S.A. Is Carmen Sandiego? (1986)
- Where in Europe Is Carmen Sandiego? (1988)
- Where in Time Is Carmen Sandiego? (1989)
- Where in the World Is Carmen Sandiego? Deluxe (1990)
- Where in America's Past Is Carmen Sandiego? (1991)
- Where in the U.S.A. Is Carmen Sandiego? Deluxe (1992)
- Where in Space Is Carmen Sandiego? (1993)
- Carmen Sandiego Junior Detective Edition (1995)
- Where in the World Is Carmen Sandiego? (remake, 1996)
- Where in the U.S.A. Is Carmen Sandiego? (remake, 1996)
- Carmen Sandiego's Great Chase Through Time (1999) (een remake van "Where in Time Is Carmen Sandiego?")
- Carmen Sandiego Word Detective (1997)
- Carmen Sandiego Math Detective (1998)
- Where in America Is Carmen Sandiego?: The Great Amtrak Train Adventure (1998)
- Where in the World is Carmen Sandiego? Treasures of Knowledge (2001)
- Carmen Sandiego: The Secret of the Stolen Drums (2004, ontwikkeld door BAM! Entertainment)

### Concept
Het concept is in de meeste spellen min of meer hetzelfde.
Elke zaak begint met een melding over een diefstal in het een of andere land. De speler krijgt een bepaalde tijd om een arrestatiebevel op te maken en om de verdachte op te pakken. Daarop verplaatst het spel zich naar het land van de plaats delict. Bij aankomst kan de speler al onmiddellijk zien naar welke volgende landen/steden hij eventueel kan vliegen, bijvoorbeeld: Peru, Lissabon, België en Oslo. De verdachte kan bijgevolg ook maar naar een van deze landen.
Om het volgende land correct te achterhalen, dient de speler in het huidige land enkele plaatsen te bezoeken zoals een bibliotheek, bank, kruidenier, haven, station, luchthaven, ...  Op elke plaats krijgt men via tips voldoende informatie over dat volgende land, bijvoorbeeld:
- De verdachte had een vlag bij met zwarte, gele en rode kleuren
- De verdachte kwam franken ophalen
- De verdachte kocht een Frans woordenboek

Met deze informatie weet de speler dat hij naar België moet reizen:
- De vlag van België is zwart - geel - rood
- De munteenheid is Belgische frank (ter info: De reeks werd uitgebracht nog voordat de euro zijn intrede deed).
- In België spreekt men Nederlands, Frans en Duits

Het arrestatiebevel kan pas opgemaakt worden wanneer de speler weet of de gezochte persoon een man of vrouw is, welke hobby hij of zij beoefent, de haarkleur, een uiterlijk kenmerk (zoals een tatoeage of litteken) en welk voertuig hij of zij heeft. Deze persoonlijke informatie wordt pas compleet nadat men enkele landen en plaatsen heeft bezocht. Zodra de speler over voldoende persoonlijke informatie beschikt, kan hij deze ingeven in de computer. Als de persoonlijke informatie overeenkomt met een persoon uit de database, wordt er een arrestatiebevel uitgeschreven.
Telkens de speler verkeerd reist, een plaats bezoekt, de gegevens in de computer ingeeft, ... gaat er tijd verloren. Dankzij die tijd krijgt de verdachte een voorsprong. Het is dus niet omdat de speler een arrestatiebevel heeft, hij de verdachte zomaar kan oppakken. Hij dient verder te reizen en plaatsen te bezoeken tot wanneer hij de verdachte heeft ingehaald en dit binnen de vooropgestelde tijdspanne. Eenmaal de verdachte is ingehaald, zal het arrestatiebevel automatisch worden uitgereikt en zal de politie de verdachte oppakken.
Wanneer het arrestatiebevel overeenkomt met de persoonlijke eigenschappen van de verdachte, zal deze laatste opgesloten worden. De speler gaat dan naar een volgende, moeilijkere missie. Heeft de speler geen of een verkeerd arrestatiebevel, start er een nieuwe missie van eenzelfde moeilijkheidsgraad.
Telkens de speler naar een hogere missie gaat, krijgt hij een promotie. Hoe meer promoties, hoe hoger zijn rang binnen het bureau wordt. Uiteindelijk zal dit in de laatste level leiden tot de arrestatie van Carmen Sandiego.
In Word Detective en Math Detective is er een kleine afwijking. Daar infiltreert de speler in het V.I.L.E.-netwerk als spion. In "Where in time" dient de speler het exacte tijdstip van de roof te achterhalen en terug te keren in tijd om de dief tegen te houden.

## Televisie
Van enkele spellen werd een kinderprogramma gemaakt dat werd uitgezonden op de Amerikaanse zender PBS. Netflix kocht in april 2007 de rechten op voor een nieuwe animatieserie die in 2019 beschikbaar werd.

## Film
In de jaren 1990 had Walt Disney Pictures de intentie een film te maken met Sandra Bullock in de rol van Carmen Sandiego. Dit project werd uiteindelijk niet gerealiseerd. In 2011 startte er een nieuw project waarbij Jennifer Lopez reeds getekend heeft voor de productie.

## Andere media
Van Carmen Sandiego bestaan nog boeken, strips, collector's items, ... maar deze zijn bijna allemaal voorbehouden voor de Amerikaanse markt.